# Europaspiele 2023/Teilnehmer (Norwegen)
| Gelbes Symbol für Goldmedaillen mit stilisierten Olympischen Ringen | Graues Symbol für Silbermedaillen mit stilisierten Olympischen Ringen | Braundes Symbol für Bronzemedaillen mit stilisierten Olympischen Ringen |
| ------------------------------------------------------------------- | --------------------------------------------------------------------- | ----------------------------------------------------------------------- |
| 6                                                                   | 4                                                                     | 5                                                                       |

Norwegen nahm mit 156 Athleten an den Europaspielen 2023 in Krakau teil.

## Medaillen

### Medaillenspiegel
| Rang   | Sportart       | Gold | Silber | Bronze | Gesamt |
| ------ | -------------- | ---- | ------ | ------ | ------ |
| 1      | Triathlon      | 3    | –      | –      | 3      |
| 2      | Schießen       | 2    | 1      | 2      | 5      |
| 3      | Leichtathletik | 1    | –      | 1      | 2      |
| 4      | Kickboxen      | –    | 1      | 2      | 3      |
| 5      | Skispringen    | –    | 1      | –      | 1      |
| 5      | Taekwondo      | –    | 1      | –      | 1      |
| Gesamt | Gesamt         | 6    | 4      | 5      | 15     |

### Medaillengewinner
| Name/n                                                               | Sportart       | Wettkampf                                                    |
| -------------------------------------------------------------------- | -------------- | ------------------------------------------------------------ |
| Gold                                                                 |                |                                                              |
| Vetle Thorn Lotte Miller Casper Stornes Solveig Løvseth              | Triathlon      | Mixed-Staffel                                                |
| Solveig Løvseth                                                      | Triathlon      | Einzel Frauen                                                |
| Vetle Thorn                                                          | Triathlon      | Einzel Männer                                                |
| Jeanette Duestad Mari Bårdseng Løvseth Jenny Stene                   | Schießen       | 50 m Kleinkalibergewehr Dreistellungskampf Mannschaft Frauen |
| Jenny Stene                                                          | Schießen       | 50 m Kleinkalibergewehr Dreistellungskampf Frauen            |
| Håvard Bentdal Ingvaldsen                                            | Leichtathletik | 400 m Männer                                                 |
| Silber                                                               |                |                                                              |
| Mariell Gaassand Straume                                             | Kickboxen      | Vollkontakt Mittelgewicht Frauen (bis 60,0 kg)               |
| Jeanette Duestad Milda Haugen Jenny Stene                            | Schießen       | 10 m Luftgewehr Mannschaft Frauen                            |
| Anna Odine Strøm Robert Johansson Eirin Maria Kvandal Marius Lindvik | Skispringen    | Mixed Team                                                   |
| Richard Ordemann                                                     | Taekwondo      | Weltergewicht Männer (bis 80 kg)                             |
| Bronze                                                               |                |                                                              |
| Charlotte Berg Andersen                                              | Kickboxen      | Vollkontakt Federgewicht Frauen(bis 52,0 kg)                 |
| Milton Barrios Galarreta                                             | Kickboxen      | Vollkontakt Halbweltergewicht Männer (bis 63,5 kg)           |
| Thomas Mardal                                                        | Leichtathletik | Hammerwurf Männer                                            |
| Jenny Stene4Simon Claussen                                           | Schießen       | 50 m Kleinkalibergewehr Dreistellungskampf Mannschaft Mixed  |
| Ann Helen Aune Ole-Harald Aas                                        | Schießen       | 25 m Sportpistole Mannschaft Mixed                           |

## Teilnehmer nach Sportarten

### Badminton
- Markus Barth
- Marie Christensen
- Torjus Flaatten
- Aimee Hong
- Fredrik Kristensen
- Vegard Rikheim

### Beachhandball
| Wettbewerb      | Männer | Frauen |
| --------------- | --- | --- |
| Athleten        | Kjetil Andal Christian Daviknes Ørjan Gabrielsen Jul Hansen Kristoffer Henriksen Chris Inglingstad Simen Johansen Magnus Mangrud Håkon Økern Isak Posti Emil Raknes Simon Ypma | Victoria Berg Marte Figenschau Ine Grimsrud Katinka Haltvik Elisabeth Hammerstad Marielle Martinsen Tonje Lerstad Marte Nornes Hanne Olsvik Thina Øyesvold Susanne Pettersen Mille Porsmyr |
| Trainer         | Anders Pettersen | Eskil Andreassen |
| Gruppenphase    | Spanien 2:0 Dänemark 0:2 Polen 2:0 | Polen 2:1 Spanien 1:2 Dänemark 1:2 |
| Viertelfinale   | Portugal 1:2 | Niederlande 2:0 |
| Halbfinale      | - | Spanien 0:2 |
| Platzierung 5–8 | Polen 2:0 | - |
| Platzierung 5–6 | Kroatien 1:2 | - |
| Spiel um Bronze | - | Deutschland 0:2 |
| Rang            | 6 | 4 |

### Boxen
- Madeleine Angelsen
- Mindaugas Gedminas
- Sunniva Hofstad
- Sayed Kazemi
- Omar Shiha
- Martin Skogheim

### Breaking
- Daniel
- Exaggerate

### Kanu

#### Kanurennsport
- Kristine Amundsen
- Gunnar Eide
- Elias Hollingsæter
- Magnus Ivarsen
- Vemund Jensen
- Hedda Øritsland
- Anna Margrete Sletsjøe
- Maria Virik

#### Kanuslalom
- Iris Fyksen Sommernes

### Kickboxen
- Milton Barrios Galarreta
- Charlotte Berg Andersen
- Marlene Farstad Grøttem
- Johan Hjelmervik
- Mariell Gaassan Straume

### Leichtathletik
| Wettbewerb  | Wettbewerb | Punkte | Punkte | Punkte | Punkte | Punkte | Punkte | Punkte     | Punkte    | Punkte    | Punkte      | Punkte           | Punkte      | Punkte    | Punkte     | Punkte     | Punkte         | Punkte     | Punkte     | Punkte     | Punkte | Rang |
| Wettbewerb  | Wettbewerb | 100 m  | 200 m  | 400 m  | 800 m  | 1500 m | 5000 m | 110 m Hü.* | 400 m Hü. | 4 × 100 m | 4 × 400 m** | 3000 m Hindernis | Kugelstoßen | Speerwurf | Hammerwurf | Diskuswurf | Stabhochsprung | Hochsprung | Dreisprung | Weitsprung | Gesamt | Rang |
| ----------- | ---------- | ------ | ------ | ------ | ------ | ------ | ------ | ---------- | --------- | --------- | ----------- | ---------------- | ----------- | --------- | ---------- | ---------- | -------------- | ---------- | ---------- | ---------- | ------ | ---- |
| 1. Division | Männer     | 1      | 3      | 16     | 1      | 4      | 11     | 2          | —         | 0         | 7           | 11               | 11          | 1         | 15         | 8          | 9              | 1          | 4          | 10         | 223    | 16   |
| 1. Division | Frauen     | 4      | 5      | 10     | 5      | 2      | 13     | 6          | 4         | 0         | 7           | 4                | 1           | 8         | 8          | 10         | 11             | 1          | 8          | 8          | 223    | 16   |

* Die Frauen traten über 100 m Hürden, statt 110 m Hürden an.
** Die 4 × 400 m waren ein Mixed-Wettkampf.

#### Einzelresultate
| Wettbewerb       | Männer                                                                      | Männer         | Männer      | Männer      | Frauen                                                                         | Frauen          | Frauen | Frauen      |
| Wettbewerb       | Athlet                                                                      | Ergebnis       | Rang        | Rang Gesamt | Athletin                                                                       | Ergebnis        | Rang   | Rang Gesamt |
| ---------------- | --------------------------------------------------------------------------- | -------------- | ----------- | ----------- | ------------------------------------------------------------------------------ | --------------- | ------ | ----------- |
| 100 m            | Jacob Vaula                                                                 | 10,63 s        | 16          | 31          | Helene Rønningen                                                               | 11,51 s         | 13     | 17          |
| 200 m            | Mathias Hove Johansen                                                       | 21,27 s        | 14          | 29          | Christine Bjelland Jensen                                                      | 23,48 s         | 12     | 19          |
| 400 m            | Håvard Bentdal Ingvaldsen                                                   | 44,88 s CR     | 01          | Gold        | Henriette Jæger                                                                | 51,66 s PB      | 07     | 10          |
| 800 m            | Andreas Grimerud                                                            | 1:54,83 min PB | 16          | 39          | Hedda Hynne                                                                    | 2:03,12 min SB  | 12     | 19          |
| 1500 m           | Esten Hansen-Møllerud Hauen                                                 | 3:43,78 min    | 13          | 21          | Kristine Eikrem Engeset                                                        | 4:19,27 min SB  | 15     | 23          |
| 5000 m           | Awet Nftalem Kibrab                                                         | 13:58,39 min   | 06          | 10          | Kristine Eikrem Engeset                                                        | 15:32,77 min    | 04     | 06          |
| 110/100 m Hürden | Sander Skotheim                                                             | 14,31 s        | 15          | 26          | Andrea Rooth                                                                   | 13,41 s         | 11     | 22          |
| 400 m Hürden     | Kein Athlet                                                                 | Kein Athlet    | Kein Athlet | Kein Athlet | Andrea Rooth                                                                   | 57,19 s SB      | 13     | 17          |
| 3000 m Hindernis | Tom Erling Kårbø                                                            | 8:34,10 min SB | 06          | 06          | Sara Aarsvoll Svarstad                                                         | 10:09,18 min PB | 13     | 22          |
| 4 × 100 m        | Jacob Vaula Mathias Hove Johansen Håvard Bentdal Ingvaldsen Sander Skotheim | DSQ            | DSQ         | DSQ         | Helene Rønningen Christine Bjelland Jensen Henriette Jæger Vilde Humstad Aasmo | DSQ             | DSQ    | DSQ         |
| Kugelstoßen      | Marcus Thomsen                                                              | 20,00 m        | 06          | 11          | Mariell Morken                                                                 | 13,39 m         | 16     | 33          |
| Speerwurf        | Daniel Thrana                                                               | 67,76 m        | 16          | 29          | Sigrid Borge                                                                   | 54,81 m         | 09     | 17          |
| Hammerwurf       | Thomas Mardal                                                               | 76,50 m        | 02          | Bronze      | Beatrice Nedberge Llano                                                        | 65,92 m         | 09     | 14          |
| Diskuswurf       | Sven Martin Skagestad                                                       | 58,29 m        | 09          | 18          | Lotta Flatum                                                                   | 55,90 m         | 07     | 11          |
| Stabhochsprung   | Pål Haugen Lillefosse                                                       | 5,65 m         | 08          | 08          | Lene Retzius                                                                   | 4,50 m          | 06     | 07          |
| Hochsprung       | Sander Skotheim                                                             | 2,00 m         | 16          | 30          | Sigrid Kleive                                                                  | 1,71 m          | 16     | 33          |
| Dreisprung       | Sondre Vie Ytrearne                                                         | 14,23 m        | 13          | 35          | Rachel Ombeni                                                                  | 12,97 m         | 09     | 20          |
| Weitsprung       | Sander Skotheim                                                             | 7,67 m         | 07          | 13          | Thale Leirfall Bremset                                                         | 6,17 m PB       | 09     | 16          |

| Wettbewerb | Mixed                                                                              | Mixed          | Mixed | Mixed       |
| Wettbewerb | Athleten                                                                           | Ergebnis       | Rang  | Rang Gesamt |
| ---------- | ---------------------------------------------------------------------------------- | -------------- | ----- | ----------- |
| 4 × 400 m  | Andreas Grimerud Henriette Jæger Håvard Bentdal Ingvaldsen Josefine Tomine Eriksen | 3:15,67 min SB | 10    | 13          |

Ersatz: Ingar Bratseth-Kiplesund, Ferdinand Kvan Edman, Bastian Elnan Aurstad, Henrik Flåtnes, Per Tinius Fremstad-Waldron, Tobias Grønstad, Simen Guttormsen, Line Kloster, Even Meinseth, Magnus Tuv Myhre, Kasper Sagen, Ole Jacob Solbu, Amalie Sæten

### Padel
- Frederick Schaefer / Fredrik Ask
- Jannicke Kristiansen / Mia Frogner

### Radsport

#### Mountainbike
- Emil Hasund Eid
- Petter Fagerhaug
- Mats Glende
- Ingrid Jacobsen
- Knut Røhme

### 7er-Rugby
| Wettbewerb        | Frauen |
| ----------------- | --- |
| Athleten          | Karoline Flatekval Sofie Jane Hippsley Ellen Holmen Ingrid Sæther Houge Nora Evensen Jansrud Catharine Dyvi Knudtzon Rebekka Støle Mjønes Pauline Sunvor Opstad Ingrid Ragnarsøn Tilde Tveraa Røilid Gunvor Romsbotn Miriam Maria Sæbø Amalia Westerlund |
| Trainer           | Max Pietrek |
| Gruppenphase      | Großbritannien 0:55 Tschechien 0:31 Italien 0:57 |
| Platzierungsrunde | Rumänien 0:33 |
| Spiel um Platz 11 | Türkei 10:5 |
| Halbfinale        | ausgeschieden |
| Finale            | ausgeschieden |
| Rang              | 11 |

### Schießen
- Ole Aas
- Ann Helen Aune
- Simon Kolstad Claussen
- Jeanette Duestad
- Jørgen Engen
- Ole Halvorse
- Milda Haugen
- Jon-Hermann Hegg
- Henrik Grimsrud Larsen
- Mari Bårdseng Løseth
- Jenny Stene

### Skispringen
| Athleten                                                             | Wettbewerb    | 1, Durchgang                                | 1, Durchgang      | 1, Durchgang      | 2, Durchgang                                    | 2, Durchgang      | 2, Durchgang      | Gesamt            | Gesamt            |
| Athleten                                                             | Wettbewerb    | Weite                                       | Punkte            | Rang              | Weite                                           | Punkte            | Rang              | Punkte            | Rang              |
| -------------------------------------------------------------------- | ------------- | ------------------------------------------- | ----------------- | ----------------- | ----------------------------------------------- | ----------------- | ----------------- | ----------------- | ----------------- |
| Frauen                                                               |               |                                             |                   |                   |                                                 |                   |                   |                   |                   |
| Thea Minyan Bjørseth                                                 | Normalschanze | 092,0 m                                     | 102,6             | 13                | 091,0 m                                         | 118,2             | 07                | 220,8             | 10                |
| Thea Minyan Bjørseth                                                 | Großschanze   | 112,5 m                                     | 084,9             | 15                | 122,0 m                                         | 101,0             | 13                | 185,9             | 14                |
| Kjersti Græsli                                                       | Normalschanze | DSQ (Sprunganzug)                           | DSQ (Sprunganzug) | DSQ (Sprunganzug) | DSQ (Sprunganzug)                               | DSQ (Sprunganzug) | DSQ (Sprunganzug) | DSQ (Sprunganzug) | DSQ (Sprunganzug) |
| Kjersti Græsli                                                       | Großschanze   | 103,5 m                                     | 68,0              | 24                | 114,5 m                                         | 86,5              | 21                | 154,5             | 22                |
| Eirin Maria Kvandal                                                  | Normalschanze | 095,5 m                                     | 115,3             | 06                | 093,0 m                                         | 112,8             | 08                | 228,1             | 07                |
| Eirin Maria Kvandal                                                  | Großschanze   | 124,5 m                                     | 113,2             | 06                | 127,0 m                                         | 115,7             | 07                | 228,9             | 06                |
| Anna Odine Strøm                                                     | Normalschanze | 92,5 m                                      | 118,8             | 04                | 85,0 m                                          | 107,8             | 12                | 226,6             | 09                |
| Anna Odine Strøm                                                     | Großschanze   | 109,0 m                                     | 82,4              | 18                | 124,0 m                                         | 103,0             | 11                | 185,4             | 15                |
| Männer                                                               |               |                                             |                   |                   |                                                 |                   |                   |                   |                   |
| Johann André Forfang                                                 | Normalschanze | 98,0 m                                      | 117,0             | 14                | 100,5 m                                         | 122,4             | 10                | 239,4             | 12                |
| Johann André Forfang                                                 | Großschanze   | 126,0 m                                     | 117,9             | 23                | 126,5 m                                         | 113,7             | 21                | 231,6             | 24                |
| Bendik Jakobsen Heggli                                               | Normalschanze | 90,5 m                                      | 105,2             | 28                | 92,5 m                                          | 108,2             | 25                | 213,4             | 28                |
| Bendik Jakobsen Heggli                                               | Großschanze   | 132,0 m                                     | 123,6             | 13                | 130,0 m                                         | 114,9             | 20                | 238,5             | 12                |
| Robert Johansson                                                     | Normalschanze | 101,0 m                                     | 122,0             | 07                | 105,0 m                                         | 128,8             | 07                | 250,8             | 06                |
| Robert Johansson                                                     | Großschanze   | 134,0 m                                     | 132,9             | 06                | 131,0 m                                         | 125,4             | 09                | 258,3             | 08                |
| Marius Lindvik                                                       | Normalschanze | 100,0 m                                     | 124,4             | 05                | 101,5 m                                         | 130,3             | 05                | 254,7             | 05                |
| Marius Lindvik                                                       | Großschanze   | 134,5 m                                     | 133,2             | 05                | 133,0 m                                         | 130,7             | 07                | 263,9             | 05                |
| Kristoffer Eriksen Sundal                                            | Normalschanze | 96,0 m                                      | 106,1             | 26                | 98,0 m                                          | 115,5             | 20                | 221,6             | 23                |
| Kristoffer Eriksen Sundal                                            | Großschanze   | 129,0 m                                     | 117,4             | 24                | 126,5 m                                         | 111,1             | 24                | 228,5             | 28                |
| Mixed                                                                |               |                                             |                   |                   |                                                 |                   |                   |                   |                   |
| Anna Odine Strøm Robert Johansson Eirin Maria Kvandal Marius Lindvik | Normalschanze | 94,0 m (3) 99,5 m (3) 97,5 m (2) 92,5 m (4) | 437,7             | 2                 | 095,0 m (3) 098,0 m (3) 100,0 m (2) 094,5 m (4) | 439,0             | 3                 | 876,7             | Silber            |

### Sportklettern
- Reino Horak
- Ingrid Kindlihagen

### Taekwondo
- Karoline Gjelsvik
- Eliza Haugen
- Mari Nilsen
- Richard Ordemann
- Miloš Pilipović
- Sebastian Thune

### Tischtennis
- Borgar Haug
- Martine Toftaker

### Triathlon
- Solveig Løvseth
- Lotte Miller
- Casper Stornes
- Vetle Thorn
- Sebastian Wernersen

### Wasserspringen
- Isak Borslien
- Caroline Kupka
- Helle Tuxen